# Maria Katarzyna Rehorowska
Maria Katarzyna Rehorowska (ur. 29 maja 1934 w Czarnorzekach) – polska nauczycielka polonistyki i działaczka społeczna. 

## Życiorys
Córka Aleksandra i Heleny Półchłopek. Ukończyła Pomaturalną Szkołę Pedagogiczną w Przemyślu w 1953 i 1 lutego 1954 przybyła z nakazem pracy do Rozwadowa. Podjęła pracę jako nauczycielka w Szkole Podstawowej nr. 9 gdzie pracowała w latach 1954 – 1981. W 1980 ukończyła studia w Instytucie Kształcenia Nauczycieli i Badań Oświatowych przy Uniwersytecie Wrocławskim.
W 1980 założyła Niezależny Samorządny Związek Zawodowy „Solidarność” w Szkole Podstawowej nr 9 w Stalowej Woli. Była członkinią Międzyszkolnej Komisji Zakładowej i prezydium Zarządu Regionu Ziemia Sandomierska. 13 grudnia 1981 internowana i umieszczona w areszcie śledczym w Nisku, a od 12 stycznia 1982 przebywała w ośrodku odosobnienia w m. Gołdap koło Suwałk, zwolniona 29 kwietnia 1982. Po powrocie z internowania z zakazem nauczania została zatrudniona w bibliotece w Szkole Podstawowej nr 2, gdzie pracowała do 1983. W marcu 1983 Sąd w Rzeszowie, stwierdził brak podstaw prawnych do przeniesienia z pierwotnego miejsca pracy, przywracając jej prawo nauczania. W latach 1983 – 1986 pracowała w Szkole Podstawowej w Brandwicy jako nauczycielka nauczania początkowego. Od 1986 na emeryturze, jednak ciągle zaangażowana w prace społeczne na rzecz Rozwadowa. W 1990 była współzałożycielką pierwszej niepaństwowej szkoły w południowej Polsce – Społecznej Szkoły Podstawowej nr 1 w Stalowej Woli, której była pierwszym dyrektorem. W latach 1996 – 1997 była członkiem Komitetu Budowy Pomnika Jana III Sobieskiego w Rozwadowie. Pracowała w Regionalnej oraz Międzyszkolnej Komisji Oświaty i Wychowania NSZZ "S" w Stalowej Woli i Tarnobrzegu. Była zaangażowana w działalność Duszpasterstwa Ludzi Pracy przy parafii Matki Bożej Królowej Polski w Stalowej Woli. W latach 2002 – 2014 radna z list LPR i PiS Rady Miejskiej w Stalowej Woli.

## Inwigilacja
W okresie maj 1982 – marzec 1983, rozpracowywana przez SB Wydział V KW MO w Tarnobrzegu w sprawie o kryptonimie Związkowiec, następnie od lutego 1984 do września 1985 przez III Wydział RUSW w Stalowej Woli w sprawie o kryptonimie Działaczka.

## Odznaczenia i wyróżnienia
- Krzyż Kawalerski Orderu Odrodzenia Polski (2009),
- Złoty Krzyż Zasługi (1975),
- Medal Komisji Edukacji Narodowej (1993),
- Medal „Pro Patria”,
- Krzyż Wolności i Solidarności (2016)
- Medal Stulecia Odzyskanej Niepodległości (2023)
- Zasłużona dla Regionu Ziemia Sandomierska (2016)[1][8]
- Zasłużona dla miasta Stalowa Wola (2017)[6][8].

## Publikacje
Autorka książek.
- Internowani w Gołdapi styczeń-lipiec 1982 (1998),  ISBN 978-83-927957-2-8
- Historia jednego gimnazjum nad Sanem Rozwadów 1944-1955 (1999), ISBN 83-88006-32-0
- 310 lat Rozwadowa nad Sanem 1690-2000 (2000), ISBN 83-88006-98-3
- Rozwadów nad Sanem i Charzewice w konspiracji antyniemieckiej i antysowieckiej (2005), ISBN 83-7300-569-2
- Historia internowania kobiet w Gołdapi, pisana przez 28 lat 1982-2008 (2009),
- Sto dwadzieścia pięć lat węzła Polskich Kolei Państwowych Rozwadów w kolejarskich wspomnieniach i dokumentach 1887-2012 (2012) ISBN 978-83-257-0622-7

## Kontrowersje
Jako jedyna radna była przeciwna na sesji rady miejskiej Stalowej Woli nadaniu przedszkolu nr. 5 w osiedlu Rozwadów, imienia Juliana Tuwima. Argumentowała, że poeta urodził się w rodzinie żydowskiej, a jego rodzice są pochowani na kirkucie oraz, że w jego twórczości znalazły się wiersze wychwalające w Polsce po wojnie nowy socjalistyczny system. 
Zaprotestowała też by Jan Brzechwa był patronem Przedszkola Nr 2, który wg. niej gloryfikował Stalina i nadanie jego imienia przedszkolu było by dowodem na to, że w Stalowej Woli żyje duch stalinizmu. W trakcie głosowania mimo zastrzeżeń zagłosowała jednak za.